# میتا سروالی
میتا سُروالی (فنلاندی: Miitta Sorvali؛ زادهٔ ۱۰ فوریهٔ ۱۹۵۶) بازیگر اهل فنلاند است.
از فیلم‌هایی که وی در آن‌ها نقش داشته‌است، می‌توان به جنگ زمستان اشاره نمود.